# Palau Reial de la Granja de San Ildefonso
El Palau Reial de la Granja de San Ildefonso és una de les residències de la Família Reial Espanyola. Està situat al municipi del mateix nom, al vessant nord de la serra de Guadarrama, a la província de Segòvia (Castella i Lleó). Aquest nom prové d'una antiga granja que hi havia als terrenys de l'actual palau, propietat dels monjos jerònims del monestir segovià d'El Parral. La titularitat i administració del palau correspon a l'ens públic Patrimoni Nacional, que gestiona els béns de l'Estat al servei de la Corona.
La construcció s'inicià durant el regnat del rei Felip V d'Espanya, que manà la construcció del palau seguint principis estètics emprats pel seu avi, Lluís XIV de França, durant la construcció del palau de Versalles. La Granja de San Ildefonso fou utilitzada com a residència d'estiu per tots els successors de Felip V fins a Alfons XIII. No obstant la seva època més gloriosa va ser el regnat del primer Borbó i de la seva segona esposa Isabel Farnese i la seva Cort, de la que formava part el famós castrat Farinelli.
Aquest rei i la seva esposa són sebollits a l'església del palau, la Col·legiata de La Granja, ja que no volgueren ésser enterrats al monestir d'El Escorial, lloc que mai no els havia agradat.
El palau fou víctima d'un incendi l'any 1913 i posteriorment hagué de ser restaurat. Durant els últims anys ha estat profundament restaurat per part de Patrimoni Nacional. El palau conté importants tresors pel que fa a pintures, mobiliari i obres d'art dels segles xviii i xix. Alberga la col·lecció d'escultures de la reina Cristina de Suècia, adquirides per Felip V.
Però si per alguna cosa és conegut La Granja de San Ildefonso és pels seus jardins, dissenyats pel jardiner del palau de Versalles, René Carlier. Típic exemple de jardí francès del segle xviii, es mantenen després de més de 250 anys pràcticament inalterats. Nombroses fonts, estàtues i gerros de flors ocupen una superfície més que destacable de la serra de Guadarrama. També és coneguda per la Real Fábrica de Vidrio y Cristal de La Granja.
Aquí nasqué Joan de Borbó, comte de Barcelona.

## Els Jardins Reials

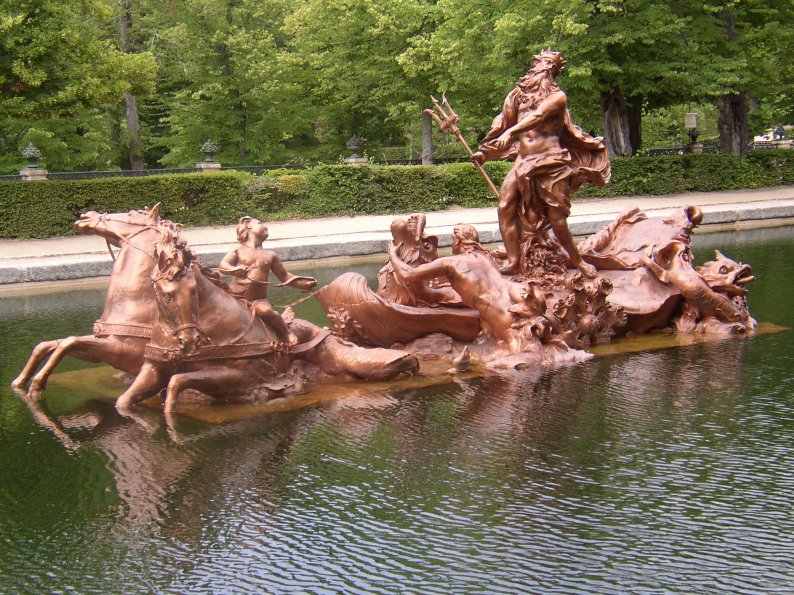
Jardins reials de la Granja - Font de Neptú

Amb una extensió de sis quilòmetres, els jardins envolten el palau i constitueixen un dels millors exemples del disseny de jardineria de l'Europa del segle xviii.
René Carlier va aprofitar les pendents naturals dels pujols per aconseguir la perspectiva visual i per obtenir l'energia per fer brollar l'aigua de cadascuna de les vint-i-sis fontanes monumentals que decoren el parc. Les fonts estan inspirades en la mitologia clàssica. Es construïren en plom per prevenir la corrosió, i posteriorment ennoblides amb pintura imitant coure.
Les canonades funcionen actualment segons el sistema original, sense motor; és la pròpia gravetat la que impulsa l'aigua fins a quaranta metres. Un llac artificial anomenat El Mar es troba al punt més alt del parc per a proveir d'aigua i pressió suficient a tot el sistema.
Avui tan sols algunes fonts es fan servir cada dia. Tanmateix dues vegades a l'any s'activen les vint-i-sis fonts, el 30 de maig, festivitat de Sant Ferran, i el 25 d'agost, festivitat de Sant Lluís IX.

## Galeria d'imatges

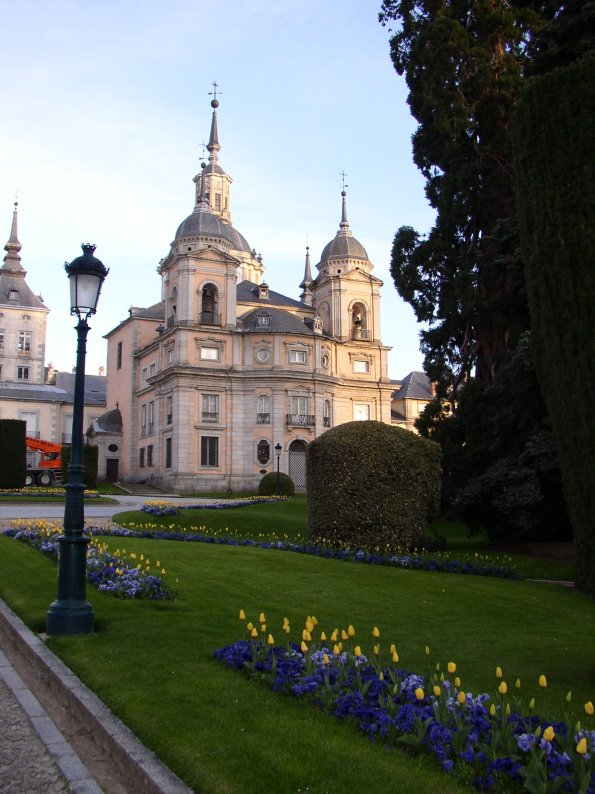
Reial Col·legiata de la Santíssima Trinitat
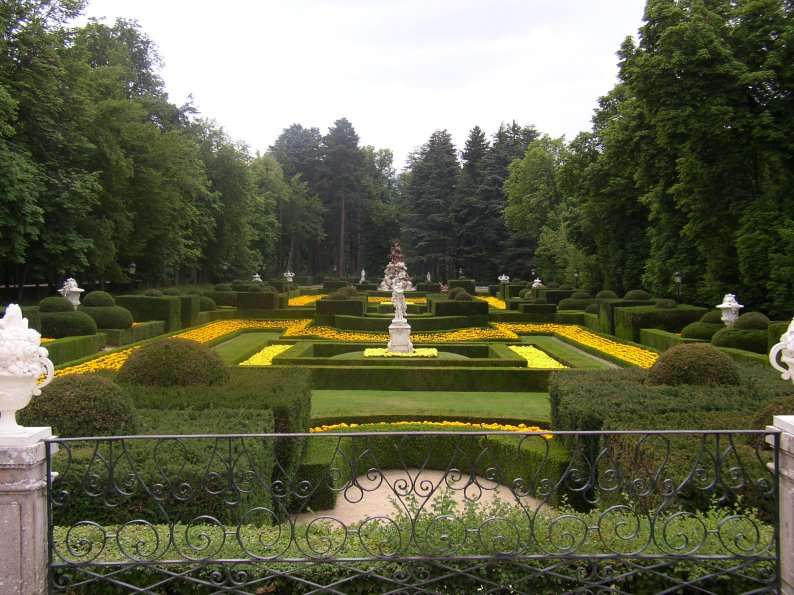
Jardins del Palau Reial de La Granja de San Ildefonso
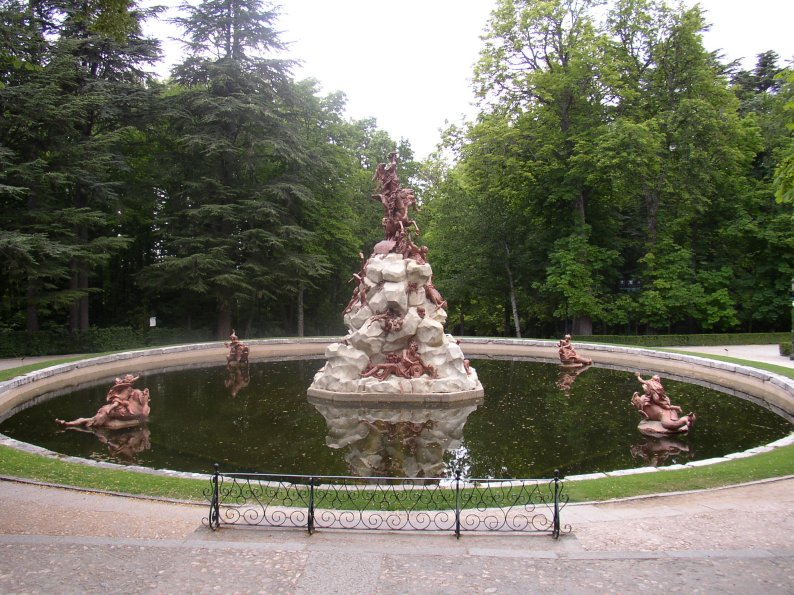
Fuente de la Fama, als jardins del Palau Reial de La Granja de San Ildefonso
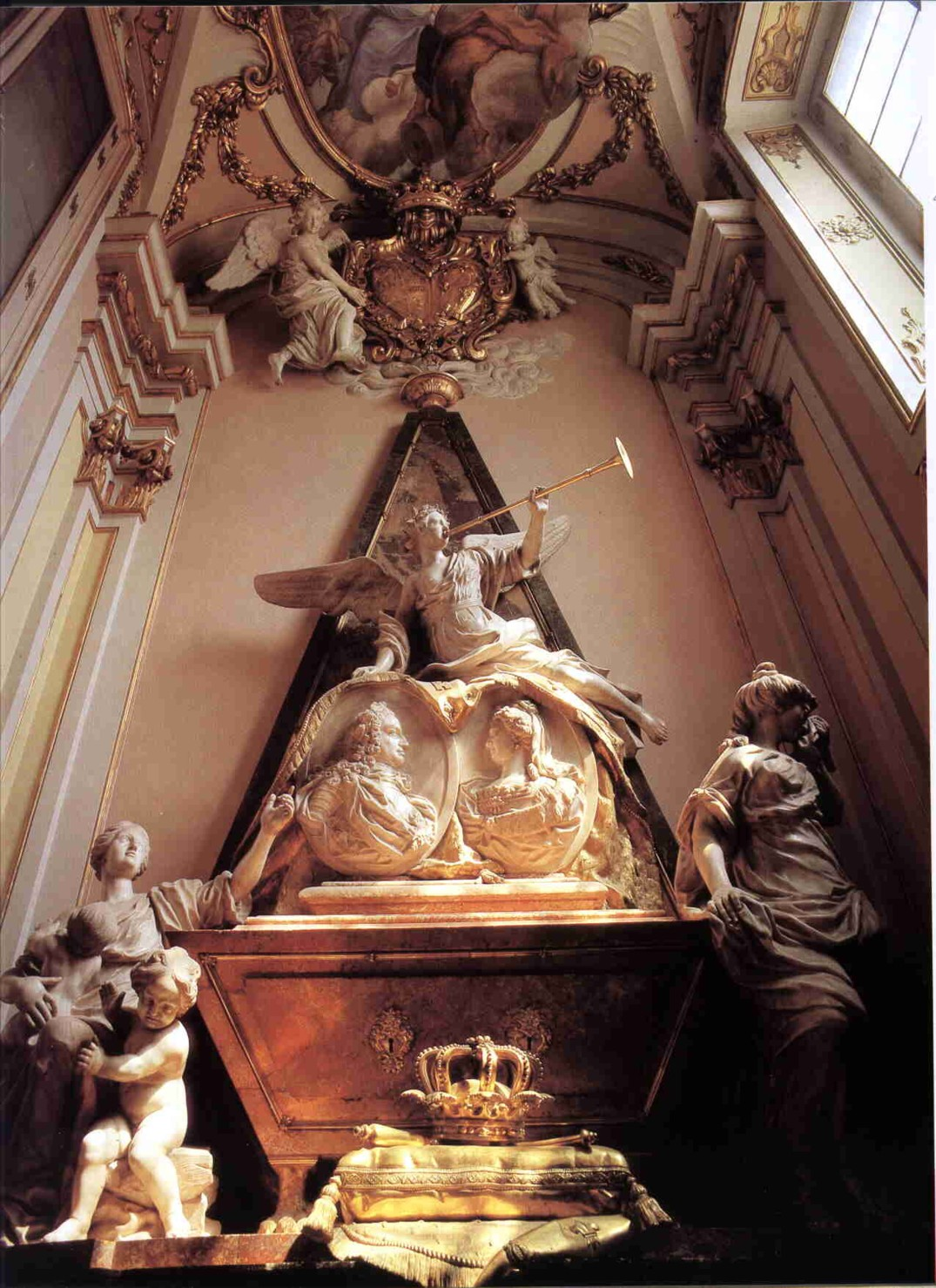
Monument funerari de Felip V
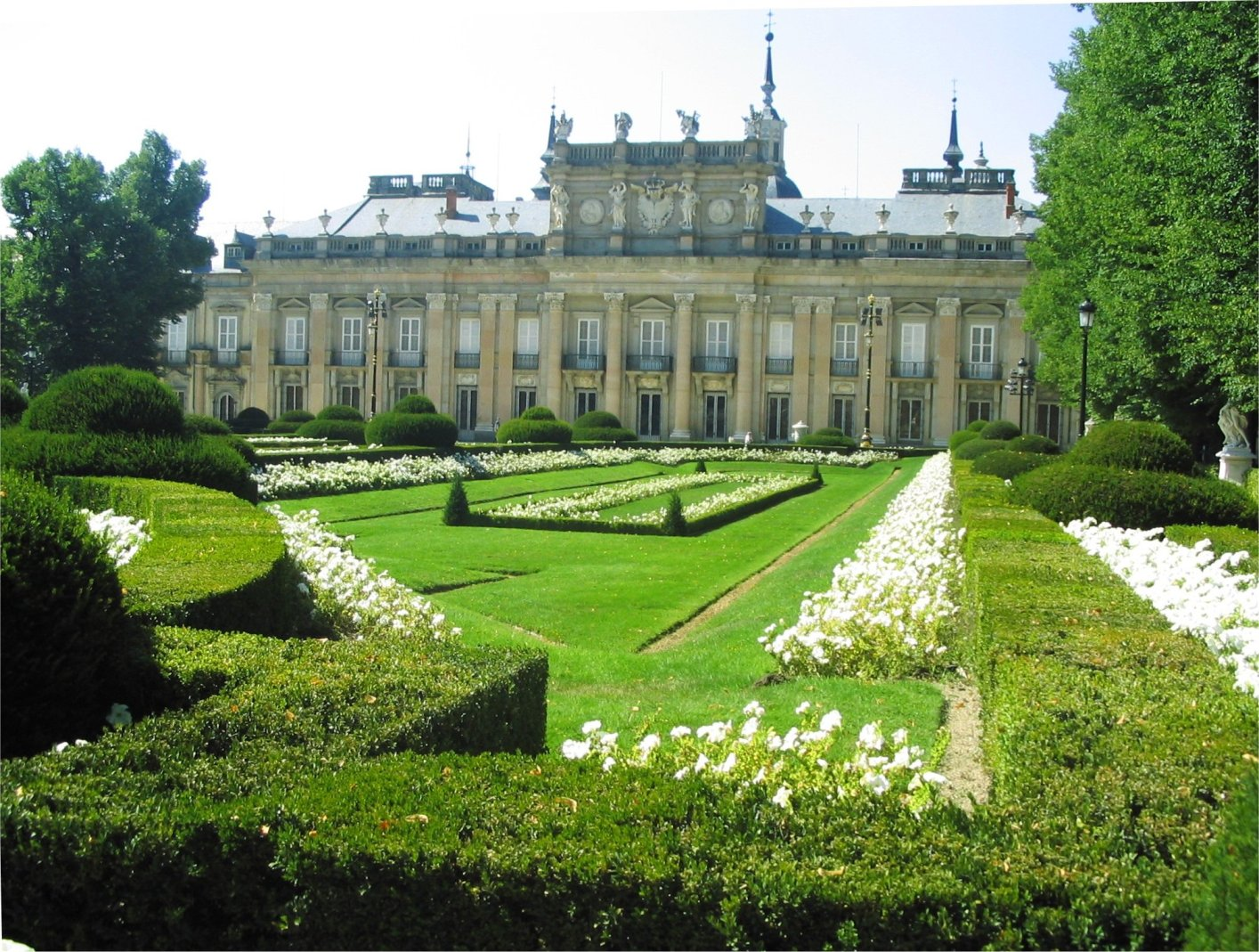
Palau Reial i jardins de San Ildefonso
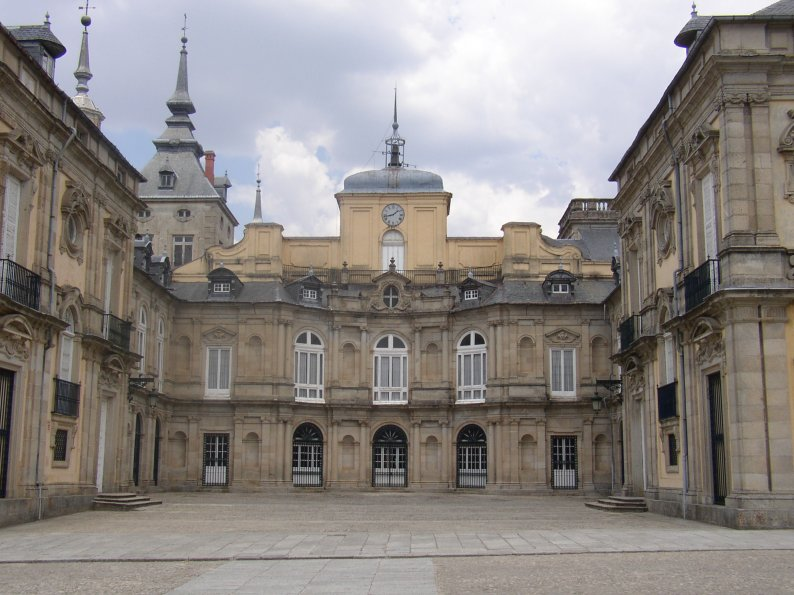
Pati d'Honra del Palau Reial de La Granja de San Ildefonso